# Jacek Międzik
Jacek Międzik (ur. 30 marca 1953 w Krakowie) – polski koszykarz występujący na pozycji rozgrywającego, mistrz i reprezentant Polski.

## Kariera sportowa
Jego pierwszą dyscypliną sportu był hokej na lodzie, który uprawiał w Cracovii, następnie rozpoczął grę w Koronie Kraków, z którą debiutował w II lidze w 1972, od 1974 do 1985 był zawodnikiem Wisły Kraków, z którą zdobył mistrzostwo Polski w 1976, wicemistrzostwo Polski w 1975, 1977 i 1984 oraz Puchar Polski w 1983. W latach 1985–1991 występował w węgierskiej drużynie Dombóvári VMSE, w jej barwach wziął udział w 337 spotkaniach, uzyskując łącznie 10447 punktów (31 pkt/m). W latach 1991–1993 grał ponownie w Wiśle Kraków, w rozgrywkach II ligi.
W reprezentacji Polski wystąpił w 139 spotkaniach.
Jego żoną jest dawna koszykarka AZS Kraków Anna Pirowska, córką – reprezentantka Polski w koszykówce – Elżbieta Międzik.

## Osiągnięcia
Klubowe
- Mistrz Polski (1976)
- 3-krotny wicemistrz Polski (1975, 1977, 1984)
- Finalista Pucharu Polski (1983)
- Nagrodzony medalem "Zasłużony dla Polskiej Koszykówki"  (2011)
- Uczestnik FIBA All-Star Game (1981)